# MeBo

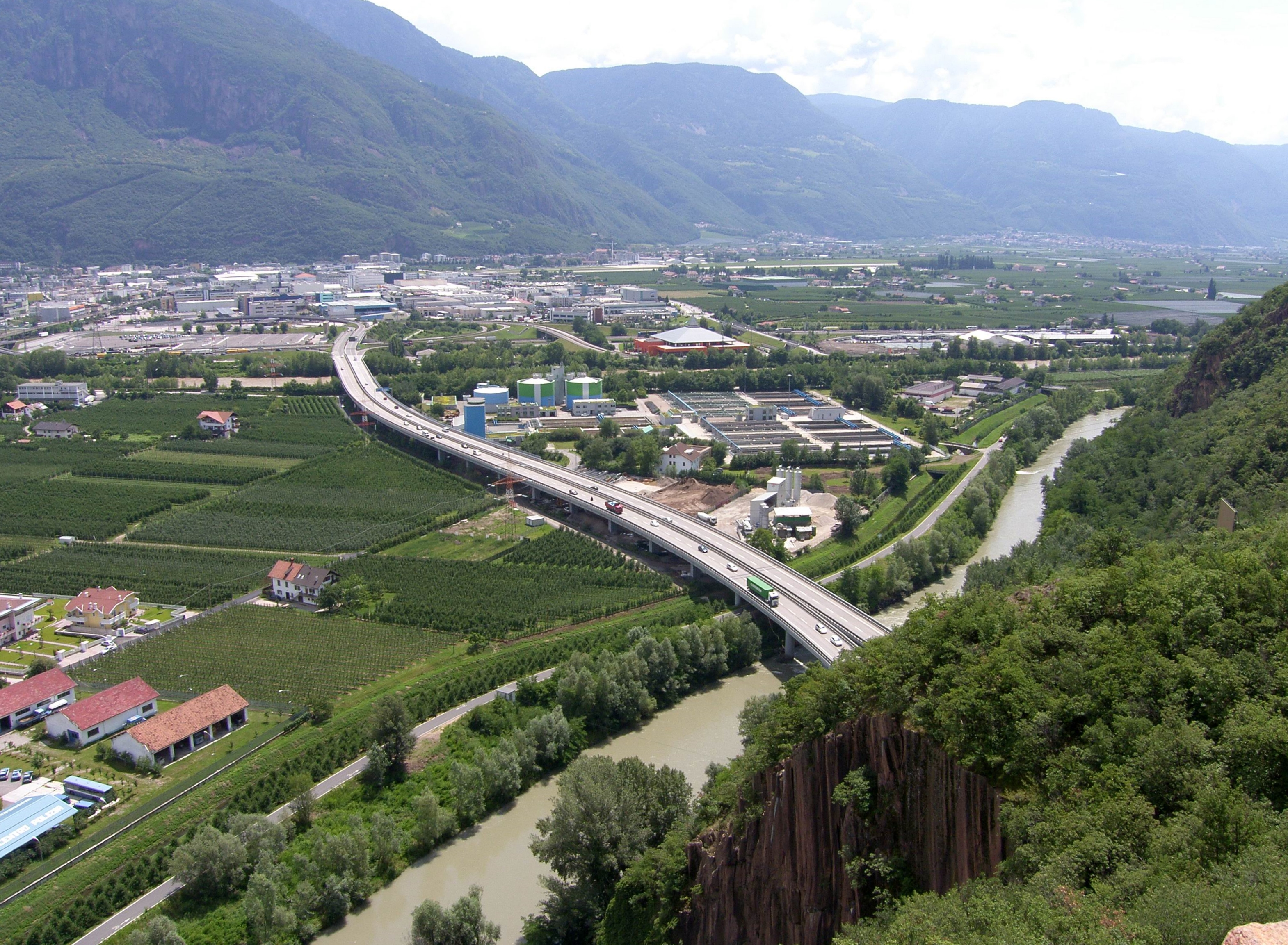
MeBo zwischen Sigmundskron und Bozen

Die MeBo – seltener auch Mebo oder MEBO – ist ein 31,7 Kilometer langer, autobahnähnlich ausgebauter (it. Superstrada) Abschnitt der italienischen Strada Statale 38 dello Stelvio (SS 38). Sie führt durch das Etschtal von Meran (it. Merano) nach Bozen (it. Bolzano). Die MeBo wurde 1997 eröffnet und entlastet seither die zahlreichen links der Etsch liegenden Ortsdurchfahrten im Zuge der alten SS 38 – Sinich, Burgstall, Gargazon, Vilpian, Terlan und Siebeneich. Innerhalb Südtirols verkürzte sie die Reisezeiten für den Kraftverkehr deutlich.

## Geschichte
Die MeBo wurde nach langjährigen politischen Debatten in den 1990er Jahren erbaut und 1997 eröffnet. Ende 2012 wurde die Ein- und Ausfahrt Marling der Südspur um ein paar hundert Meter in Richtung Norden verlegt, um mit dem neugebauten Kreisverkehr besseren Anschluss an die Hauptstraße Meran – Lana bieten zu können. Auch wurde die Einfahrt in Eppan verbreitert. 2013 wurde die zusätzliche Ausfahrt Meran Zentrum eröffnet, welche durch einen Tunnel eine direkte Verbindung zum Meraner Bahnhof herstellt und nach dem Endausbau des Tunnels eine Umfahrung Merans ins Passeiertal werden soll.

## Verlauf

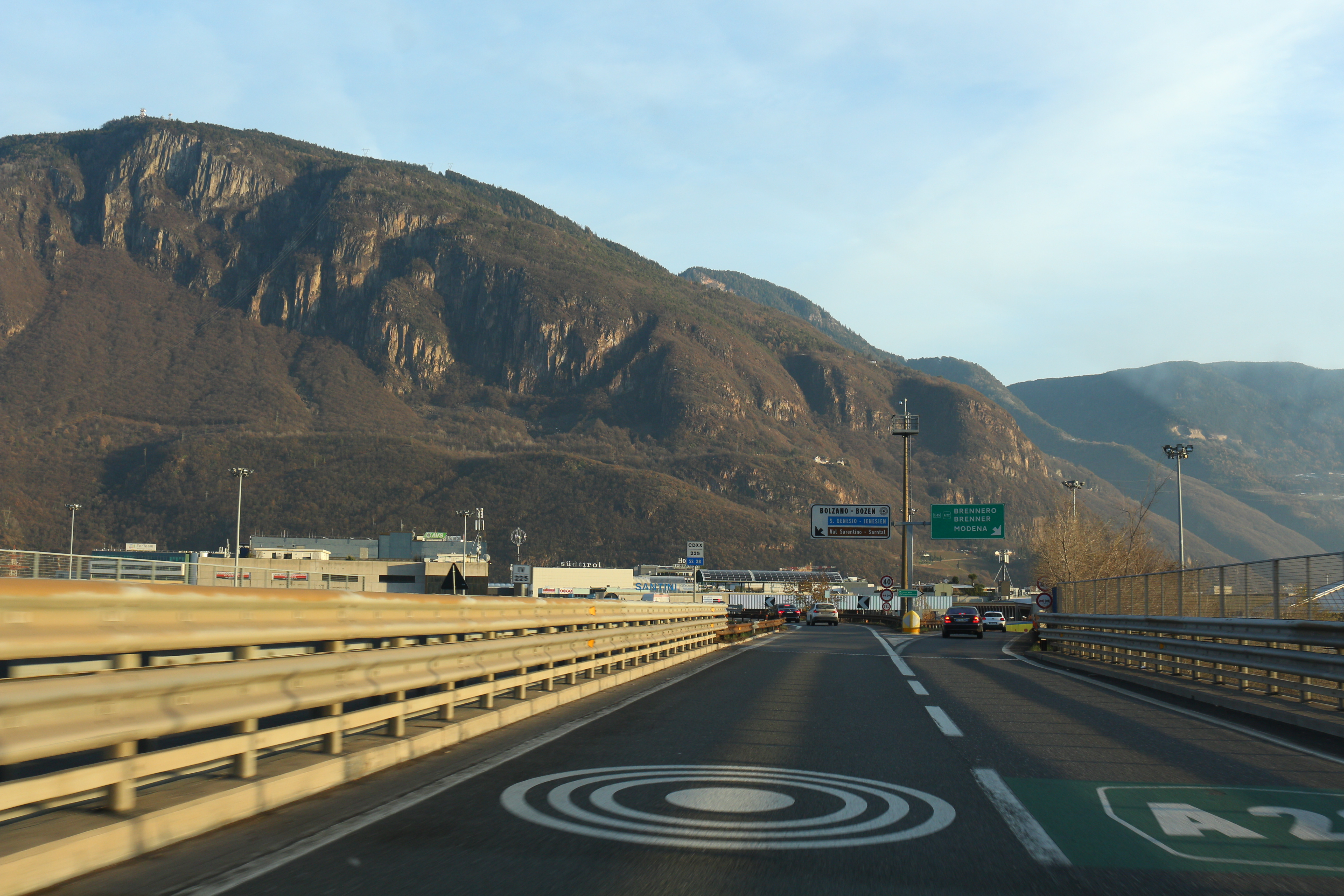
Ende der MeBo bei Bozen: links Abfahrt in Richtung Stadtzentrum, rechts Abfahrt zur Autobahn A22

Die – mit Ausnahme des kurzen Endstücks bei Algund – komplett vierspurig ausgebaute Trasse verbindet die zweitgrößte mit der größten Stadt Südtirols. Sie verläuft auf fast ihrer gesamten Länge am rechten Ufer der Etsch. Am nördlichen Streckenende dient sie auch als Umgehungsstraße von Meran, wo sie deshalb auch als Westtangente (Tangenziale Ovest) bezeichnet wird. In Bozen endet die MeBo im ausgedehnten Industriegebiet am südlichen Stadtrand, wo sie über die Anschlussstelle Bozen Süd direkt mit der Brennerautobahn bzw. A 22 verknüpft ist.
Die MeBo ist Bestandteil der Strada Statale 38 dello Stelvio (SS 38). Diese führt über Meran hinaus als gewöhnliche zweispurige Straße weiter in den Vinschgau, über das Stilfser Joch und endet am Comer See. Am Bozner Streckenende führt die SS 38 als innerstädtische Straße noch einige 100 Meter weiter und endet an der Einmündung in die SS 12 (Brennerstaatsstraße).
Aus Richtung Vinschgau kommend verläuft die MeBo wie folgt:
| Superstrada MeBo |                                                        |
|                  | Streckenverlauf                                        |
|                  | Foresta / Forst Ende der Ausbaustrecke                 |
|                  | Lagundo – Merano Nord / Algund – Meran Nord            |
|                  | Area Servizio Lagundo Sud / Tankstelle Algund Süd      |
|                  | Merano Centro / Meran Zentrum                          |
|                  | Marlengo / Marling /                                   |
|                  | Merano Sud / Meran Süd                                 |
|                  | Lana – Postal / Lana – Burgstall                       |
|                  | Gargazzone / Gargazon                                  |
|                  | Area Servizio Vilpiano Ovest / Raststätte Vilpian West |
|                  | Area Servizio Vilpiano Est / Raststätte Vilpian Ost    |
|                  | Nalles – Vilpiano / Nals – Vilpian                     |
|                  | Terlano – Andriano / Terlan – Andrian                  |
|                  | Area Servizio / Raststätte Meborast Süd                |
|                  | Appiano / Eppan                                        |
|                  | Area Servizio Appiano Nord / Raststätte Eppan Nord     |
|                  | Galleria Castel Firmiano / Tunnel Sigmundskron (940 m) |
|                  | Bolzano / Bozen Richtung Trient                        |
|                  | Bolzano Sud / Bozen Süd                                |
|                  | Bolzano / Bozen Richtung Brenner                       |